# Таруса (река)
Тару́са — река в Калужской области России, левый приток Оки. Длина — 88 км, площадь водосборного бассейна — 915 км², средний уклон 0,8 м/км.
Берёт начало у деревни Андреевское, северо-восточнее города Калуги, течёт вначале на север, северо-восток, а затем на восток. Впадает в Оку у города Тарусы. Высота устья — 109 м над уровнем моря.
Берега Тарусы на большом протяжении покрыты смешанным лесом.
Система водного объекта: Ока → Волга → Каспийское море.

## Притоки
(расстояние от устья)
- 23 км: ручей Полея (пр)
- 40 км: ручей Роща (лв)
- 47 км: ручей Горожанка (лв)
- 48 км: река Ямня (пр)
- 63 км: река Горна (пр)
- 67 км: река Жалка (лв)

## Данные водного реестра
- Бассейновый округ — Окский;
- Речной бассейн — Ока;
- Речной подбассейн — бассейны притоков Оки до впадения Мокши;
- Водохозяйственный участок — Ока от города Калуги до города Серпухова, без рек Протвы и Нары;
- Код водного объекта — 09010100812110000021890[3].